# Wschodnioniemieckie Towarzystwo Gospodarowania Ziemią
Wschodnioniemieckie Towarzystwo Gospodarowania Ziemią (niem. Ostdeutsche Landbewirtschaftungsgesellschaft mbH Ostland) – organizacja utworzona w lutym 1940 przez rząd III Rzeszy w celu konfiskaty, administrowania i przekazywania polskich gospodarstw rolnych osadnikom niemieckim.
W lipcu 1942 zostało przekształcone w Towarzystwo Rzeszy dla Gospodarowania Ziemią.

## Literatura
- Czesław Łuczak: Kraj Warty 1939-1945. Studium historyczno-gospodarcze okupacji hitlerowskiej, Poznań 1972.